# NGC 5788
NGC 5788 é uma galáxia espiral (S) localizada na direcção da constelação de Boötes. Possui uma declinação de +52° 02' 41" e uma ascensão recta de 14 horas, 53 minutos e 16,8 segundos.
A galáxia NGC 5788 foi descoberta em 21 de Abril de 1887 por Lewis A. Swift.